# Tymieniec
Tymieniec – wieś w Polsce, położona w województwie wielkopolskim, w powiecie kaliskim, w gminie Szczytniki. 
Liczba mieszkańców na dzień 31 grudnia 2019 r. wynosiła 241 osób, w tym 133 mężczyzn i 108 kobiet.

## Położenie i zabudowa
Wieś położona na wysoczyźnie kaliskiej, na łagodnym wzniesieniu o wysokości 130–136 m n.p.m., na lewym brzegu rzeki Tymianki. Centralna część wsi to szeregówka o zwartej zabudowie. Pozostałe części są rozproszone, posiadają odrębne nazwy: Tymieniec-Dwór, Tymieniec-Jastrząb, Tymieniec-Kąty, Tymieniec-Niwka. Struktura i wydzielone części wsi, to pozostałość po jej folwarcznej funkcji.

## Pochodzenie nazwy
Nazwa wsi pochodzi prawdopodobnie od prasłowiańskiego określenia błota – prasł. timeno, timenije. W źródłach występuje również jako: Tymieniecz, Thymyenyecz, Tyminiec, Tymienice, Wielki i Mały Tymieniec.

## Integralne części wsi
| SIMC    | Nazwa              | Rodzaj    |
| ------- | ------------------ | --------- |
| 0210163 | Tymieniec-Dwór     | część wsi |
| 0210170 | Tymieniec-Jastrząb | część wsi |
| 0210186 | Tymieniec-Kąty     | część wsi |
| 0210192 | Tymieniec-Niwka    | część wsi |

## Przynależność administracyjna
W czasach Rzeczypospolitej Obojga Narodów wieś należała do Korony Królestwa Polskiego, województwa kaliskiego, powiatu kaliskiego. W Księstwie Warszawskim do departamentu kaliskiego, powiatu kaliskiego. Od 1816 r. wieś należała do województwa kaliskiego, obwodu kaliskiego. W 1837 r. ukazem Mikołaja I Romanowa województwo zostało przemianowane na gubernię kaliską, która istniała do 1844 r. W wyniku zmian administracyjnych w 1844 r. miejscowość znalazła się w guberni warszawskiej, w powiecie kaliskim, w gminie Tymieniec. W 1852 r. gminę Tymieniec zniesiono. W latach 1867–1819 wieś powróciła do Guberni Kaliskiej, obwodu kaliskiego, gminy Marchwacz. Od 1918r. osada przynależną do województwa łódzkiego. W czasie II wojny światowej wieś przynależała do Okręgu Rzeszy Kraj Warty, rejencji łódzkiej, powiatu kaliskiego. Po wojnie na krótko wieś wróciła do gminy Marchwacz, nadal należąc do powiatu kaliskiego, województwa łódzkiego. W 1954 r. wieś włączono do Gromady Radliczyce w województwie poznańskim, powiecie kaliskim. W 1960 r. Gromada Radliczyce weszła w skład Gromady Rajsko. W latach 1975–1998 wieś administracyjnie należała do województwa kaliskiego. Od 1999 r. wieś należy do województwa wielkopolskiego, powiatu kaliskiego, gminy Szczytniki.

## Historia

### Średniowiecze i nowożytność
We wczesnym średniowieczu osada należała do kapituły archidiecezji gnieźnieńskiej. W 1253 r. książę Przemysł II zamienił swoje włości w Dębnicy, Gowarzewie, Konarskich, Waliszewie i Solcu na Tymieniec.
Najpóźniej w XIV w. osada stała się własnością rodu Kiełbasów hr. Nałęcz. Dokumenty kaliskie z lat 1411–1415 podają Wiska, Niemierzę, Sędziwoja, Wincentego i Mikołaja jako dziedziców Tymieńca. Wiadomo, że rycerz Mikołaj Kiełbasa z Tymieńca był uczestnikiem bitwy pod Grunwaldem. Pełnił później funkcje podczaszego poznańskiego, kasztelana bydgoskiego (w latach 1427–1435) i starosty kościańskiego.
Kolejnym wymienionym w źródłach posiadaczem wsi był Jan Kiełbasa z Tymieńca h. Nałęcz, stolnik kaliski. W tym okresie wzmiankowane są dwie miejscowości: Tymieniec Wielki i Tymieniec Mały.
W 1498 r. Tymieniec Wielki należał do syna Jana, Łukasza Kiełbasy z Tymieńca, który zastawił dobra tymienieckie u Mikołaja Potworowskiego. W 1502 r. Tymieniec Mały został zasądzony Annie Kuklinowskiej h. Zaremba, córce Jana Kiełbasy, która odziedziczyła prawa do wsi po swojej ciotce Małgorzacie Tarnowskiej, siostrze Jana, posiadającej wyderkaf od Mikołaja Ptworowskiego. W 1505 r. Anna Kuklinowska wymieniła Tymieniec Wielki i Mały na połowę wsi Sławoszów i 1/3 wsi Jarnołtowo z Wojciechem Sławoszewskim, otrzymując dopłatę w wysokości 70 grzywien.
W 1551 r. Tymieniec Wielki i Mały znajdowały się w posiadaniu Marcina Tymienieckiego, który zobowiązał się odsprzedać je swojemu bratu Maciejowi Tymienieckiemu za 1000 zł. Transakcja miała miejsce w 1552 r. i jeszcze tym samym roku Maciej Tymieniecki oddał połowę wsi Tymieniec Mały i Wielki, tytułem posagu, swojej żonie, Annie Zbierskiej, córce Jana Zbierskiego. W 1569 r. Mikołaj Tymieniecki, odziedziczone części wsi Tymieniec Wielki i Mały sprzedał Jakubowi Mieszkowskiemu, cześnikowi kaliskiemu, za 2000 zł.
W 1596 r. Andrzej Mieszkowski, syn Jakuba, odsprzedał posiadane części wsi Stanisławowi Tymienieckiemu, synowi Macieja Tymienieckiego za 1700 zł. Kolejno Tymieniec trafił do rąk Jana Tymienieckiego, który za 10 000 zł sprzedał wieś w całości Adamowi Waliszewskiemu, podstaroście sieradzkiemu, właścicielowi Waliszewic. Następnie Tymieniec otrzymała jego żona, Jadwiga, córka Wojciecha Zaleskiego, która w 1622 r. oddała wieś w zastaw za 1500 zł Maciejowi Biernackiemu i w 1624 r. ją od niego wydzierżawiła. Adam i Jadwiga Waliszewscy przekazali wieś swojemu synowi Dobrogostowi Skarbowi Waliszewskiemu, podstaroście sieradzkiemu, który zapisał ją w posagu w 1645 r. swojej żonie Mariannie Suskiej, córce Prokopa Suskiego. W 1677 r. Maciej Waliszewski, syn Dobrogosta, pisarz ziemski sieradzki, zastawił wieś za 6000 zł u Justyny Teofili z Podlodowskich Łosiowej. Ostatecznie w 1689 r. Maciej Waliszewski wykupił wsie Tymieniec i Dąbrowa od ojca za 40 000 zł. Następnie dobra te odziedziczył Jan Waliszewski. Po śmierci Jana w 1718 r. przeszła w ręce jego dzieci. W kaliskich księgach sądu grodzkiego znajduje się dokładny opis wsi z tego okresu.
Wjazd do majątku znajdował się od strony miejscowości Dąbrowa. Dwór był częściowo ogrodzony płotem i zabudowaniami folwarcznymi, aby się do niego dostać, należało minąć plecione wrota. W podwórzu stała obora, owczarnia i chlew. Dalej znajdował się drewniany mostek, za którym mieścił się najważniejszy budynek wsi – drewniany dwór. Główne wejściowe drzwi dworu z żelaznymi zawiasami prowadziły do sieni. Z sieni przechodziło się do izby stołowe, która posiadała podłogę, cztery drewniane okna z szybami i okiennicami. Znajdował się w niej piec i wielki drewniany stół. Piec był biały, wyłożony malowanymi kaflami. Z izby stołowej przechodziło się do mniejszej izdebki z trzema drewnianymi oknami. Mniejsza izba także posiadała drewnianą podłogę i biały piec z malowanymi kaflami. Z pomieszczenia kolejne drzwi prowadziły do następnej małej izby z dwoma drewnianymi oknami. Znajdował się tam piec, szafka i mały stolik. Z ostatniej izby można było przejść z powrotem do sieni. W sieni znajdowała się kuchenka z kominem, naprzeciwko której było wejście do dwóch pomieszczeń gospodarczych, zwanych komorami. W niedalekiej odległości od dworu znajdowały się stodoły i spichlerz. Obok stodoły stała stajnia, przed nią karmnik. W obejściu znajdowała się słodownia (mielcuch) z kadziami i beczkami i suszarnia słodu (ozdownia). Obydwa budynki posiadały własne piece. We wsi było kilka zbiorników wodnych. Opis wymienia małe sadzawki przy dworze, stawy dworskie, staw pod olszyną i staw w kierunku Dąbrowy. Do dworu należał też sad i ogród. Zabudowania dworskie leżały w bliskim sąsiedztwie części wsi zamieszkiwanej przez chłopów. W pierwszej chacie od dworu mieszkał zagrodnik Piotr, dalej zagrodnik Stefan. Obok nich były dwa puste place po nieistniejących już chatach. Dalej znajdowała się chałupa wyplatana z chrustu, w której mieszkał zagrodnik Walek. Przy chacie stała stodoła zagrodnika. Obok niego mieszkali kolejno: zagrodnik Bartek, zagrodnik Walek Musialik, kmieć Jędrzej, zagrodnik Paweł i kmieć Walek. Łącznie wieś liczyła 3 kmieci i 8 zagrodników z rodzinami.
W 1753 r. wsie Tymieniec i Dąbrowa nadal pozostawały własnością Waliszewskich – braci Franciszka i Macieja. W 1762 r. wieś odkupił za 42 tys. polskich guldenów od Macieja Waliszewskiego Piotr Karśnicki, właściciel dóbr Rudlice, podczaszyc wieluński. W Tymieńcu, 12 sierpnia 1762 r. zmarła druga żona Piotra Karśnickiego, Aniela z Rychłowskich, pochowana w kościele oo. reformatorów w Kaliszu
W 1782 r. Tymieniec był w posiadaniu Stanisława Frankenberga (Frankemberka), łowczego mielnickiego i jego żony Franciszki, córki Marcina Małachowskiego. Dziedziczyły po nich córki: Barbara, żona Konstantego Wilkszyckiego i Elżbieta, żona Mateusza Jerzmanowskiego.

### XIX I XX wiek
W 1802 r. wieś została wystawiona na sprzedaż za sumę 140 000 zł przez Wojciech Żeromskiego z Osieku. Na początku XIX w. dobra zostały przejęte przez Stamirowskich (a. Stamierowskich). W 1814 r. dzierżawcą Tymieńca był Daniel Stamirowski. Po śmierci Daniela, wieś przeszła w posiadanie jego synów: Michała i Józefa. Źródła wymieniają kapitana Michała Stamirowskiego, członka kaliskiego Towarzystwa Patriotycznego, jako dzierżawcę dóbr Tymieniec w 1819 r. Michał zmarł w 1825 r. nie pozostawiając testamentu. Z Tymieńca pochodził też major Teofil Stamirowski, uczestnik wojen napoleońskich. Za sprawą Teofili, bratanicy Daniela, córki Hilarego i Marianny z Przeradzkich, żony Wojciecha Biernackiego h. Poraj z Giżyc, Tymieniec przeszedł w posiadanie rodziny Biernackich.
W 1843 r. Tymieniec został wypuszczony w trzyletnią dzierżawę przez Towarzystwo Kredytowe Ziemskie w związku z zaciągniętymi pod zastaw wsi pożyczkami.
W 1848 r. Wojciech Biernacki oraz jego synowie: Adolf, Kwiryn i Bernard zostali uznani za zbiegów z Królestwa Polskiego, poszukiwanych pod groźbą utraty majątku. Adolf Biernacki był poszukiwany jeszcze w 1851 r.
W 1852 r. Adolf Biernacki, został pozbawiony wsi i folwarku z powodu zaciągniętego długu u Michała Morgensterna z Kalisza, na wniosek jego spadkobierców. Wywłaszczenie przeprowadził patron trybunału, Jan Nepomucen Ciński, przy pomocy komornika trybunalskiego, Józefa Rojka. Dobra ziemskie Tymieniec składały się wówczas z: dworu z sadem, lamusa, domu folwarcznego, stajni, wozowni, czworaków, trzech stodół, obory, szopy, spichlerza, owczarni, chlewu i ocembrowanej studni. Wszystkie wymienione zabudowania były drewniane. Wieś folwarczna liczyła: cztery chaty drewniane, trzy chaty i karczmę z „pecy”, dwie obory, pięć stodół drewnianych, dwie stodoły kryte słomą. Obszar majątku zajmował 756 mórg tj. ok. 423,36 ha w tym: 500 mórg ziemi uprawnej (ok. 280 ha), 80 mórg łąk (ok. 44,8 ha), 13 mórg lasu (ok. 7,28 ha), 96 mórg pastwisk (ok. 53,76 ha), drogi i miedze, obszar zabudowań dworskich, stawy z sadzawką, 46 mórg gruntów włościańskich (25,76ha), 10 mórg ogrodów włościańskich (5,6 ha), łąki włościańskie oraz teren pod zabudową włościańską. Dochód ze folwarku wynosił 1200 rubli srebrem rocznie. Właściciel dóbr posiadał również prawo propinacji z dochodem 150 rubli srebrem rocznie. W 1853 r. wyrokiem sądu tymczasowym zarządcą Tymieńca został Michał Rogowski, kontroler handlu z Płocka, wierzyciel Biernackiego, nabywca praw od rodziny Morgensternów. Wójtem Gminy Tymieniec był wówczas Filip Rochański.
W 1866 r. w Tymieńcu urodził się Stefan Adolf Biernacki, syn Adolfa i Teofili. W 1867 r. wieś pozostawała w posiadaniu Teofili Biernackiej, która otrzymała spłatę tytułem wynagrodzenia likwidacyjnego.
W 1868 r. właściciel Tymieńca, Witold Biernacki stracił swój majątek wskutek długów zaciągniętych u Jakuba Mameloka z Kalisza. Wystawione na licytację dobra, oprócz pól uprawnych, ogrodu, łąk, pastwisk i lasu, obejmowały: czteropokojowy drewniany dwór z dwiema sieniami i kuchnią, chlewy, kurniki, drewniany czworak, stajnie, oborę, odrębną piwnicę i spichlerz z cegły, stodołę z murem pruskim, owczarnię i czworak z cegły i pecyny, karczmę z cegły oraz dwa małe stawny rybne. Oprócz nieruchomości w skład majątku wchodziła również: młockarnia, sieczkarnia ręczna, młynek do czyszczenia zboża oraz kowadło, a także inwentarz żywy – 20 koni fornalskich, 4 woły robocze, 12 krów i 700 owiec. Łącznie majątek zajmował 643 morgi i 250 prętów (ok. 360 ha). Ziemie włościan w czasie licytacji były uwłaszczone i oddzielone miedzą od gruntów majątku. Licytację przeprowadzał Trybunał Cywilny w Kaliszu. Najpierw dobra zostały zajęte przez komornika trybunalskiego, Franciszka Roweckiego, następnie czekający na sprzedaż majątek został przekazany pod tymczasową opiekę Romanowi Ostapowiczowi, patronowi trybunału. Pod koniec 1869 r. wierzyciel zaniechał żądania sprzedaży majątku, wobec czego jako popierającą wywłaszczenie ustanowiono początkowo Krossę Dreher, a później Szymona Grünfelda.
W 1870 r. dobra przeszyły ostatecznie w ręce Grünfeldów, kaliskiej rodziny kupców, pochodzenia żydowskiego. Szymon Grünfeld, działacz społeczny, współzałożyciel pierwszej żydowskiej szkoły elementarnej w Kaliszu. Od 1880 r. pełnił funkcję kuratora szpitala starozakonnych.
W 1874 r. majątek Tymieniec został obciążony pożyczką zaciągniętą w Towarzystwie Kredytowym Ziemskim w Kaliszu na kwotę 24 000 srebrnych rubli.
Szymon Grünfeld zarządzał majątkiem do swojej śmierci w 1881 r. Na krótko Tymieniec przejął Gustaw Grünfeld. Nowy właściciel zmarł 3 lata później. Gustaw Grünfeld, mimo rodzinnych tradycji kupieckich, zajął się rolnictwem, rozwinął w Tymieńcu hodowlę owiec. Wyniki swojej pracy publikował w prasie polskiej i zagranicznej.
Ostatnią właścicielką dóbr Tymieniec była Karolina Kohn z Grünfeldów, córka Szymona Grünfelda i Ernestyny z Kempnerów. W 1894 r. majątek o powierzchni 299 dziesięcin i 1708 sążni (ok. 327,44 ha) został rozparcelowany. Grunty sprzedano za 38 257 rubli, z czego pożyczka Banku Włościańskiego wniosła 29 650 rubli.
Spis powszechny z 1921 r. dzielił Tymieniec na wieś i kolonię. Według danych zebranych podczas spisu, we wsi znajdowało się 12 budynków mieszkalnych, w których zamieszkiwało 91 osób, w tym 51 mężczyzn i 40 kobiet. W kolonii mieściło się 40 budynków mieszkalnych, a łączna liczba mieszkańców wynosiła 318 osób, w tym 156 mężczyzn i 162 kobiet. W całej miejscowości nie było osób mieszkających w innych budynkach niż mieszkalne. Wszyscy uczestnicy spisu deklarowali narodowość polską i wyznanie rzymskokatolickie. Spis nie obejmował osób pełniących służbę wojskową.
Po I wojnie światowej w Tymieńcu mieściła się publiczna szkoła powszechna z jedną izbą lekcyjną i jednym etatowym nauczycielem. W 1925 r. szkoła prowadziła 36 godzin lekcyjnych tygodniowo. Łączna liczba uczniów wynosiła 75. Dzieci docierających do szkoły z najbliżej okolicy (poniżej 1 km) było 56, liczba uczniów z dalszych zakątków wsi (1–2 km) wynosiła 19.
Od 1928 r. w Tymieńcu mieścił się sklep z artykułami spożywczymi i wyrobami tytoniowymi, należący do Leona Bączkiewicza.